# La Petite Bande (film)
Pour les articles homonymes, voir La Petite Bande (homonymie).
Pour plus de détails, voir Fiche technique et Distribution.
La Petite Bande est un film français réalisé par Michel Deville, sorti en 1983.

## Synopsis
Pétris d'ennui dans leur cours de musique, en Angleterre, six enfants s'enfuient, rejoints par un septième, sourd et muet. Ils traversent la Manche et rejoignent la France où commence une grande aventure. Protégés de loin par l'énigmatique voyageur, ils font la rencontre d'individus peu recommandables. Au fur et à mesure de leurs aventures ils tentent de libérer une petite fille française, prisonnière de ces individus.
À son tour, le jeune homme sourd se fait capturer par les méchants, et retrouve la petite fille.
Les méchants, grâce à une machine, aspirent leur jeunesse et les transforment en vieillards, sous le regard effrayé de leurs petits amis, cachés.
C'est alors que l'énigmatique voyageur leur vient en aide et inverse le processus de vieillissement.
Les enfants s'enfuient alors sur la péniche des méchants et se réfugient sur une île.

## Fiche technique
- Titre : La Petite Bande
- Réalisation : Michel Deville
- Scénario : Gilles Perrault
- Musique : Edgar Cosma
- Photographie : Claude Lecomte
- Montage : Raymonde Guyot
- Société de production : Eléfilm, FR3, Gaumont International, Hamster Productions et Stand'art
- Distribution :
  - France : Gaumont
  - USA : Triumph Films
- Genre : Film d'aventure, Comédie
- Format : Couleur (Eastmancolor) - Format 35 mm
- Langue : aucune. Film sans dialogue.
- Date de sortie : 
  - France : 16 mars 1983
  - États-Unis : 9 novembre 1984
- Durée : 91 minutes

## Distribution
- François Marthouret : l'énigmatique personnage
- Robin Renucci : un homme à la raie au milieu
- Daniel Martin : un homme à la raie au milieu
- Marie-Pierre Casey: la dame allemande
- Andrew Chandler : un enfant anglais
- Hélène Dassule : un enfant anglais
- Nicolas Sireau: un enfant anglais
- Nicole Palmer : un enfant anglais
- Hamish Scrimgeour : un enfant anglais
- Katherine Scrimgeour : un enfant anglais
- Valérie Gauthier : un enfant anglais
- Michel Melki : le tatoué
- Pierre Chevallier
- Alain Rimoux : le directeur du centre médico-social
- Monique Couturier : la femme de ménage du centre médico-social
- Claude Drobinski : le psychiatre aux cartes
- Yves Elliot : le marinier
- Pierre Forget : le capitaine des pompiers
- Didier Bénureau
- Roger Cornillac
- Roland Amstutz : le Bavarois
- Pierre Ascaride : le méchant père de famille
- Yveline Ailhaud : la tonnelière
- François Toumarkine